# Qantas
Qantas és l'aerolínia més antiga i més gran d'Austràlia. Qantas és l'acrònim de Queensland and Northern Territory Aerial Services (Serveis aeris de Queensland i del Territori del Nord). El seu codi IATA és QF. El seu codi OACI és QFA. Les accions de l'empresa es negocien a la Borsa d'Austràlia amb el codi QAN.

## Història
Austràlia era un país molt gran, amb la població molt dispersa, i amb poques carreteres i ferrocarrils, el que el convertia en ideal per a introduir l'aviació. Això va fer que l'any 1919 el govern encarregués a dos aviadors de la Primera Guerra Mundial, Hudson Fysh i P.J. McGiness, que exploressin el territori per preparar una ruta. No només van fer això sinó que, el 16 de novembre de 1920, van fundar Qantas i van establir diversos vols domèstics. Durant els seus dos primers anys volaven amb un Avro 504K i amb un Royal Aircraft Factory B.E.2e amb els que prestaven servei de taxi aeri i vols turístics. El 2 de novembre de 1922 va inaugurar el seu primer servei regular a Queensland, entre Charleville i Cloncurry via Longreach, amb un Armstrong Whitworth F.K.8.
Els enllaços aeris amb la resta del món no van arribar fins al 1930 i el 18 de gener de 1934 Qantas i Imperal Airways van formar Qantas Empire Airways Limited per cobrir la etapa Brisbane-Singapur, de la línia entre Londres i Brisbane que va ser inaugurada el 1935. El 3 de juliol de 1947 el govern australià va comprar totes les participacions de Qantas esdevenint l'únic propietari de la companyia i l'1 d'agost de 1967 es va canviar el nom a Qantas Airways Limited.

## Flota
Històricament Qantas ha utilitzat una gran varietat d'aeronaus:
- Avro 504K
- Royal Aircraft Factory B.E.2e
- Armstrong Whitworth F.K.8.
- Lockheed Constellation
- Boeing 707
- Boeing 747